# Должанка (Тернопольская область)
Должанка (укр. Довжанка) — село в Подгороднянской сельской общине Тернопольского района Тернопольской области Украины.
Население по переписи 2001 года составляло 1019 человек. Занимает площадь 29.4 км². Почтовый индекс — 47708. Телефонный код — 352.

## Известные уроженцы
- Садовский, Владимир Иванович (1865—1940) — украинский священник УГКЦ, папский камергер, деятель культуры.